# Asklepios Klinik Bad Oldesloe
Die Asklepios Klinik Bad Oldesloe in Schleswig-Holstein ist eine Einrichtung der Asklepios Kliniken Gauting GmbH und sichert die medizinische Grundversorgung vor allem für die Bevölkerung im Kreis Stormarn.

## Profil
Im Jahr 1885 wurde ein Unfallkrankenhaus in Bad Oldesloe gegründet. 1928 entstand daraus das Kreiskrankenhaus Stormarn mit 25 Betten. 1960 bekam das Hospital seine heutige Gestaltung durch den Neubau des Bettenhauses und 1996 durch den Anbau eines Funktionsgebäudes mit drei Operationssälen sowie mit der Ambulanz und der Intensivstation.
Das Hospital gehört seit 2002 zu den Asklepios Kliniken. 2013 startete die Sanierung aller Stationen und Patientenzimmer. Dabei verliefen die Bauprojekte in folgender Reihenfolge: Die Sanierung von Haus D (mit zwei Stationen) wurde in 2014, vom Operationstrakt in 2015, vom Haus B (mit vier Stationen) in 2016 und von Haus A (mit vier Stationen) in 2018 abgeschlossen. 
Mit 136 Betten gehört das Hospital in Bad Oldesloe zu den kleinen deutschen Krankenhäusern. Jährlich werden rund 4.300 Patienten stationär und 7.000 ambulant von ca. 50 Ärzten und über 130 Pflegekräften behandelt (Stand: Dezember 2024).
Das Hospital fungiert auch als Akutkrankenhaus für die Region Bad Oldesloe. Außerdem ist die Asklepios Klinik Bad Oldesloe ein Akademisches Lehrkrankenhaus der Universität zu Lübeck.
Zum Krankenhaus gehört eine von der Deutschen Gesellschaft für Kardiologie zertifizierte Chest Pain Unit.

## Abteilungen
Die Asklepios Klinik Bad Oldesloe umfasst die nachfolgend aufgeführten Bereiche (Stand: März 2025).
- Anästhesie
- Angiologie
- Chirurgie
- Diabetologie
- Gastroenterologie
- Geriatrie
- Kardiologie
- Notaufnahme

## Medizinisches Versorgungszentrum
Das Hospital in Bad Oldesloe kooperiert sehr eng mit dem Medizinischen Versorgungszentrum „Asklepios MVZ Beste Trave“ mit folgenden räumlich integrierten Praxen (Stand: März 2025).
- Diagnostische und Interventionelle Radiologie
- Praxis für Chirurgie und Unfallchirurgie
- Praxis für Proktologie